# Canton de Truchtersheim
Le canton de Truchtersheim est une ancienne division administrative française, située dans le département du Bas-Rhin et la région Alsace.

## Composition
Le canton de Truchtersheim comprenait 24 communes :
- Berstett
- Dingsheim
- Dossenheim-Kochersberg
- Durningen
- Fessenheim-le-Bas
- Furdenheim
- Gougenheim
- Griesheim-sur-Souffel
- Handschuheim
- Hurtigheim
- Kienheim
- Kuttolsheim
- Neugartheim-Ittlenheim
- Osthoffen
- Pfettisheim
- Pfulgriesheim
- Quatzenheim
- Rohr
- Schnersheim
- Stutzheim-Offenheim
- Truchtersheim (chef-lieu)
- Willgottheim
- Wintzenheim-Kochersberg
- Wiwersheim

## Représentation
- De 1833 à 1836, les cantons de Schiltigheim et de Truchtersheim ont le même conseiller général. Le nombre de conseillers généraux estt limité à 30 par département.

### Conseillers généraux de 1833 à 1871 et de 1919 à 2015
| Période | Période      | Identité                       | Étiquette              | Qualité |
| ------- | ------------ | ------------------------------ | ---------------------- | --- |
| 1833    | 1835 (décès) | Jean-Charles Magnier Grandprez | Minorité ministérielle | Inspecteur des douanes - Propriétaire à Hangenbieten Député (1815-1823)                                              |
| 1835    | 1836 (décès) | Vicomte François Grouvel       |                        | Lieutenant-général, Strasbourg                                                                                       |
| 1836    | 1848         | Félix Momy (1794-1866)         |                        | Avocat et bâtonnier à Strasbourg                                                                                     |
| 1848    | 1858         | Georges Lienhart               |                        | Avocat à Strasbourg Maire de Truchtersheim (1835-1840)                                                               |
| 1858    | 1868 (décès) | Eugène Cailliot (1800-1868)    |                        | Médecin de la Manufacture royale des tabacs, propriétaire à Strasbourg                                               |
| 1868    | 1871         | Gustave Rothan (1822-1890)     |                        | Ministre plénipotentiaire de France à Hambourg puis à Florence                                                       |
| 1871    | 1919         | occupation allemande           |                        | |
| 1919    | 1925         | Arthur Quirin (1869-1932)      | URD                    | Cultivateur Maire de Stutzheim                                                                                       |
| 1925    | 1940         | Ernest Koessler                | URD                    | Propriétaire à Griesheim-sur-Souffel                                                                                 |
|         |              |                                |                        | |
| 1945    | 1955         | Ernest Koessler                | MRP                    | Agriculteur Maire de Griesheim-sur-Souffel Sénateur (1952-1958)                                                      |
| 1955    | 1961         | Maurice Fix (1900-1977)        | DVD                    | Président de la société hippique du Kochersberg Maire de Truchtersheim (1935-1974)                                   |
| 1961    | 1992         | Eugène Scherbeck (1925-2010)   | MRP puis DVD puis UDF  | Maire de Willgottheim (1959-2001)                                                                                    |
| 1992    | 2011         | Jean-Daniel Zeter              | UDF puis UMP           | Entrepreneur Maire de Stutzheim-Offenheim (1983-2008) Vice-président du Conseil général Député suppléant de Yves Bur |
| 2011    | 2015         | Étienne Burger                 | SE                     | Retraité Maire de Kuttolsheim (2001-2020)                                                                            |

### Conseillers d'arrondissement (de 1833 à 1871 et de 1919 à 1940)
Le canton de Truchtersheim avait deux conseillers d'arrondissement à partir de 1919.
Il appartenait à l'arrondissement de Strasbourg.
| Période                                  | Période | Identité                   | Étiquette     | Qualité |
| ---------------------------------------- | ------- | -------------------------- | ------------- | --- |
| 1833                                     | 1842    | Valentin Braun (1773-1846) |               | Cultivateur à Dingsheim                                                                                     |
|                                          |         |                            |               | |
| 1919                                     | 1928    | Georges Lux                | Bloc National | |
| 1919                                     | 1934    | Aloïse Lutz                | Bloc National | Cultivateur à Durningen                                                                                     |
| 1928                                     | 1940    | Georges Jacquel            | RG            | Président du Conseil d'arrondissement                                                                       |
| 1934                                     | 1940    | Henri Weiss                | APNA          | Propriétaire, maire de Truchtersheim                                                                        |
| 1940                                     |         |                            |               | Les conseils d'arrondissement ont été suspendus par la loi du 12 octobre 1940 et n'ont jamais été réactivés |
| Les données manquantes sont à compléter. |         |                            |               | |